# Északkeleti divízió (NHL)
Az Északkeleti divízió a National Hockey League egyik divíziója, mely a Keleti főcsoport része. 1993-ban alapították az Adams divízió helyett.

## A csapatok
- Boston Bruins
- Buffalo Sabres
- Montréal Canadiens
- Ottawa Senators
- Toronto Maple Leafs

## A divízió története

### 1993–1995
- Boston Bruins
- Buffalo Sabres
- Hartford Whalers
- Montreal Canadiens
- Ottawa Senators
- Pittsburgh Penguins
- Quebec Nordiques

#### 1992–1993-as változtatások
- Megalakult az Északkeleti divízió. Az NHL kibővült.
- A Boston Bruins, a Buffalo Sabres, a Hartford Whalers, a Montreal Canadiens, az Ottawa Senators, és a Quebec Nordiques csatlakozott a divízióba, mert megszűnt az Adams divízió.
- A Pittsburgh Penguins csatlakozott a Patrick Divízióból, mert az megszűnt.

### 1995–1997
- Boston Bruins
- Buffalo Sabres
- Hartford Whalers
- Montreal Canadiens
- Ottawa Senators
- Pittsburgh Penguins

#### 1994–1995-ös változtatások
- A Quebec Nordiques Colorado Avalanche néven a Csendes-óceáni divízióba költözött.

### 1997–1998
- Boston Bruins
- Buffalo Sabres
- Carolina Hurricanes
- Montreal Canadiens
- Ottawa Senators
- Pittsburgh Penguins

#### 1996–1997-es változtatások
- The Hartford Whalers Carolina Hurricanes lett.

### 1998-jelen
- Boston Bruins
- Buffalo Sabres
- Montreal Canadiens
- Ottawa Senators
- Toronto Maple Leafs

#### 1997–1998-as változtatások
- A Carolina Hurricanes az újonnan alakult Délkeleti divízióba költözött
- A Pittsburgh Penguins az Atlanti divízióba költözött
- A Toronto Maple Leafs a Központi divízióból csatlakozott.

## Divízió eredmények
| Szezon    | 1.                                                 | 2.                                                 | 3.                                                 | 4.                                                 | 5.                                                 | 6.                                                 | 7.                                                 |
| --------- | -------------------------------------------------- | -------------------------------------------------- | -------------------------------------------------- | -------------------------------------------------- | -------------------------------------------------- | -------------------------------------------------- | -------------------------------------------------- |
| 1993–1994 | Pittsburgh (101)                                   | Boston (97)                                        | Montréal (96)                                      | Buffalo (95)                                       | Quebec (76)                                        | Hartford (63)                                      | Ottawa (37)                                        |
| 1994–1995 | Quebec (65)                                        | Pittsburgh (61)                                    | Boston (57)                                        | Buffalo (51)                                       | Hartford (43)                                      | Montréal (43)                                      | Ottawa (23)                                        |
| 1995–1996 | Pittsburgh (102)                                   | Boston (91)                                        | Montréal (90)                                      | Hartford (77)                                      | Buffalo (72)                                       | Ottawa (41)                                        |                                                    |
| 1996–1997 | Buffalo (92)                                       | Pittsburgh (84)                                    | Ottawa (77)                                        | Montréal (77)                                      | Hartford (75)                                      | Boston (61)                                        |                                                    |
| 1997–1998 | Pittsburgh (98)                                    | Boston (91)                                        | Buffalo (89)                                       | Montréal (87)                                      | Ottawa (83)                                        | Carolina (74)                                      |                                                    |
| 1998–1999 | Ottawa (103)                                       | Toronto (97)                                       | Boston (91)                                        | Buffalo (91)                                       | Montréal (75)                                      |                                                    |                                                    |
| 1999–2000 | Toronto (100)                                      | Ottawa (95)                                        | Buffalo (85)                                       | Montréal (83)                                      | Boston (73)                                        |                                                    |                                                    |
| 2000–2001 | Ottawa (109)                                       | Buffalo (98)                                       | Toronto (90)                                       | Boston (88)                                        | Montréal (70)                                      |                                                    |                                                    |
| 2001–2002 | Boston (101)                                       | Toronto (100)                                      | Ottawa (94)                                        | Montréal (87)                                      | Buffalo (82)                                       |                                                    |                                                    |
| 2002–2003 | Ottawa (113)                                       | Toronto (98)                                       | Boston (87)                                        | Montréal (77)                                      | Buffalo (72)                                       |                                                    |                                                    |
| 2003–2004 | Boston (104)                                       | Toronto (103)                                      | Ottawa (102)                                       | Montréal (93)                                      | Buffalo (85)                                       |                                                    |                                                    |
| 2004–2005 | A szezon elmaradt a 2004–2005-ös NHL-lockout miatt | A szezon elmaradt a 2004–2005-ös NHL-lockout miatt | A szezon elmaradt a 2004–2005-ös NHL-lockout miatt | A szezon elmaradt a 2004–2005-ös NHL-lockout miatt | A szezon elmaradt a 2004–2005-ös NHL-lockout miatt | A szezon elmaradt a 2004–2005-ös NHL-lockout miatt | A szezon elmaradt a 2004–2005-ös NHL-lockout miatt |
| 2005–2006 | Ottawa (113)                                       | Buffalo (110)                                      | Montréal (93)                                      | Toronto (90)                                       | Boston (74)                                        |                                                    |                                                    |
| 2006–2007 | Buffalo (113)                                      | Ottawa (105)                                       | Toronto (91)                                       | Montréal (90)                                      | Boston (76)                                        |                                                    |                                                    |
| 2007–2008 | Montréal (104)                                     | Ottawa (94)                                        | Boston (94)                                        | Buffalo (90)                                       | Toronto (83)                                       |                                                    |                                                    |
| 2008–2009 | Boston (116)                                       | Montréal (93)                                      | Buffalo (91)                                       | Ottawa (83)                                        | Toronto (81)                                       |                                                    |                                                    |
| 2009–2010 | Buffalo (100)                                      | Ottawa (94)                                        | Boston (91)                                        | Montréal (88)                                      | Toronto (74)                                       |                                                    |                                                    |
| 2010–2011 | Boston (103)                                       | Montréal (96)                                      | Buffalo (96)                                       | Toronto (85)                                       | Ottawa (74)                                        |                                                    |                                                    |
| 2011–2012 | Boston (102)                                       | Ottawa (92)                                        | Buffalo (89)                                       | Toronto (80)                                       | Montréal (78)                                      |                                                    |                                                    |
| 2012–2013 | Montréal (63)                                      | Boston (62)                                        | Toronto (57)                                       | Ottawa (56)                                        | Buffalo (48)                                       |                                                    |                                                    |

## Elnöki trófeagyőztesek
1. 2003 – Ottawa Senators
2. 2007 – Buffalo Sabres

## Stanley-kupabajnokok
1. 2011 – Boston Bruins

## Divízió győzelmek száma
| Csapat              | # | Utolsó |
| ------------------- | - | ------ |
| Boston Bruins       | 5 | 2012   |
| Ottawa Senators     | 4 | 2006   |
| Buffalo Sabres      | 3 | 2010   |
| Pittsburgh Penguins | 3 | 1998   |
| Montréal Canadiens  | 2 | 2013   |
| Toronto Maple Leafs | 1 | 2000   |
| Quebec Nordiques    | 1 | 1995   |

- Megjegyzés: A vastagon szedett csapatok jelenleg is divízió tagok